# Marina Suma
Marina Suma (nacida el 4 de noviembre de 1959 en Nápoles) es una actriz y modelo italiana, ganadora de un Premio David de Donatello.

## Biografía y trayectoria artística
Suma comenzó su carrera como modelo de fotografía glamour. Posteriormente, debutó como actriz cinematográfica en la película Las oportunidades de Rosa, de Salvatore Piscicelli, y por dicha actuación ganó un David di Donatello en la categoría de "Mejor actriz revelación".
Tras esta película, Suma protagonizó Aquel verano del 60 de Carlo Vanzina, y apareció también en una serie de exitosas películas de comedia. Desde los años noventa, ha centrado su trayectoria como actriz en la televisión.

## Premios y distinciones
Festival Internacional de Cine de Venecia
| Año  | Categoría                     | Película                  | Resultado |
| ---- | ----------------------------- | ------------------------- | --------- |
| 1981 | Golden Phoenix - Mejor actriz | Las oportunidades de Rosa | Ganadora  |